# Mellach
Mellach est une ancienne commune autrichienne du district de Graz-Umgebung en Styrie. Le 1er janvier 2015, les communes de Mellach et Fernitz fusionnèrent pour former la commune de Fernitz-Mellach.